# Madurodam
Madurodam är en miniatyrstad belägen i stadsdelen Scheveningen i Haag i Nederländerna. Staden är byggd i skala 1:25. Varje år besöker cirka 100 000 turister museet. Madurodam är uppkallat efter George Maduro, en nederländsk motståndskämpe från andra världskriget, och den har funnits sedan 1952.
I miniatyrstaden finns kända nederländska byggnader och landskap. Här kan nämnas ostmarknaden i Alkmaar, Rijksmuseum i Amsterdam, Fredspalatset i Haag, kungliga palatset vid torget Dam i Amsterdam, domkyrkan i Utrecht, herremanshusen utmed kanalerna i Amsterdam och en del av Deltawerken – allt i skala 1:25. Allt är uppbyggt som exakta miniatyrkopior omgivna av trädgårdsanläggningar.